# Campionatul republican de handbal feminin categoria A 1978-1979
Campionatul Republican de handbal feminin categoria A 1978-1979 a fost a 21-a ediție a primului eșalon valoric al campionatului național de handbal feminin românesc, denumit la acea vreme Campionatul Republican categoria A feminin. Competiția a fost organizată de Federația Română de Handbal (FRH).
Ediția 1978-1979 a Campionatului Republican a fost câștigată de CS Știința Bacău, echipă antrenată de Eugen Bartha și Alexandru Mengoni. Rapid București și Universitatea București, clasate pe ultimele două locuri, au retrogradat.

## Clasament
Clasamentul final
| Loc | Echipa                  | J  | V  | E | Î  | GM  | GP  | DG   | P  | Promovare sau retrogradare  |
| --- | ----------------------- | -- | -- | - | -- | --- | --- | ---- | -- | --------------------------- |
| 1   | CS Știința Bacău        | 18 | 12 | 5 | 1  | 254 | 207 | + 47 | 29 |                             |
| 2   | Constructorul Baia Mare | 18 | 11 | 1 | 6  | 255 | 219 | + 36 | 23 |                             |
| 3   | Hidrotehnica Constanța  | 18 | 10 | 2 | 6  | 277 | 278 | − 1  | 22 |                             |
| 4   | Rulmentul Brașov        | 18 | 9  | 4 | 5  | 252 | 231 | + 21 | 22 |                             |
| 5   | Universitatea Timișoara | 18 | 7  | 4 | 7  | 237 | 224 | + 13 | 18 |                             |
| 6   | Confecția București     | 18 | 7  | 4 | 7  | 256 | 255 | + 1  | 18 |                             |
| 7   | Progresul București     | 18 | 6  | 3 | 9  | 203 | 211 | − 8  | 15 |                             |
| 8   | Mureșul Târgu Mureș     | 18 | 6  | 2 | 10 | 264 | 272 | − 8  | 14 |                             |
| ▼9  | Rapid București         | 18 | 6  | 0 | 12 | 236 | 273 | − 37 | 12 | Retrogradate în Categoria B |
| ▼10 | Universitatea București | 18 | 3  | 1 | 14 | 232 | 296 | − 64 | 7  | Retrogradate în Categoria B |